# 紀元前742年
紀元前742年（きげんぜん742ねん）は、西暦（ローマ暦）による年。紀元前1世紀の共和政ローマ末期以降の古代ローマにおいては、ローマ建国紀元12年として知られていた。紀年法として西暦（キリスト紀元）がヨーロッパで広く普及した中世時代初期以降、この年は紀元前742年と表記されるのが一般的となった。

## 他の紀年法
- 干支 : 己亥
- 中国
  - 周 - 平王29年
  - 魯 - 恵公27年
  - 斉 - 荘公贖53年
  - 晋 - 昭侯4年
  - 秦 - 文公24年
  - 楚 - 蚡冒16年
  - 宋 - 宣公6年
  - 衛 - 荘公揚16年
  - 陳 - 桓公3年
  - 蔡 - 宣侯8年
  - 曹 - 桓公15年
  - 鄭 - 荘公2年
  - 燕 - 鄭侯23年
- 朝鮮
  - 檀紀1592年
- ユダヤ暦 : 3019年 - 3020年